# Claus Jensen (forvaringsdømt)
 Der er flere personer med dette navn, se Claus Jensen. (Se også artikler, som begynder med Claus Jensen)
Claus Jensen, født Nis Bekker-Hansen i 1973, er en dansk mand, som er idømt forvaring for sexkriminalitet, herunder 2 tilfælde af seksuelt misbrug af børn. Han var bosat i Skibhuskvarteret i Odense og blev kendt som manden i den røde bil inden han blev pågrebet.
Ved en domsmandsret i Retten i Odense blev han den 19. november 2014 idømt forvaring for seksuelle overgreb på 2 mindreårige piger, for forsøg på voldtægt mod en yngre kvinde, for forsøg på seksuelle overgreb på en eller flere ukendte piger på Fyn og for besiddelse og delvis videreoverdragelse af børnepornografisk materiale. Under ransagningen af hans hjem fandt man også midler der er brugt til sprængstof, det vides ikke om det skulle bruges til bomber eller om det "bare" var for at eksperimentere.
Endvidere blev han fundet skyldig i opbevaring af sprængstoffer og våben under særligt skærpende omstændigheder.
Forvaringsdommen blev 3. december 2014 anket. Landsretten var enig i Byrettens dom og stadfæstede dommen.

## Eksterne links
1. ↑  Seksuelt overgreb mod 11 årig pige Arkiveret 29. november 2014 hos  Wayback Machine - politi.dk 29. oktober 2012
2. ↑  Seksuelt overgreb mod 10-årig pige Arkiveret 23. november 2012 hos  Wayback Machine - politi.dk 15. november 2012
3. ↑  Børne-sexforbryder slår til igen - TV 2 Nyhederne 15. november 2012
4. ↑  Forvaringsdom til 41-årig tiltalt mand Arkiveret 29. december 2019 hos  Wayback Machine - domstol.dk 19. november 2014
5. ↑  Sexkrænkeren fra Fyn anker forvaringsdom - Ekstra Bladet 3. december 2014
6. ↑  Sexkrænkeren anker dom Arkiveret 20. april 2021 hos  Wayback Machine - TV 2 Fyn 3. december 2014

- Stor mængde kemikalier fundet på Fyn - Jyllands-Posten 2. juli 2013
- Kemikaliemanden fra Fyn er også sexkrænker - DR 5. juli 2013
- Fynsk sexkrænker fældet af tilfældighed - DR 5. juli 2013
- Sexkrænker fra Odense arbejdede med børn - Fyens Stiftstidende 11. juli 2013
- Formodet bombe-mager og sexkrænker har skiftet navn - Fyens Stiftstidende 7. marts 2014
- Sexkidnapperen i retten i dag: Se hvor "manden i den røde bil" slog til - BT 4. november 2014
- Overblik: Forstå sagen mod "manden i den røde bil" - TV 2 Nyhederne 10. november 2014, opdateret 19. november
- Politiet: Sexkrænkers harddiske er umulige at åbne Arkiveret 4. december 2014 hos  Wayback Machine - TV 2 Fyn 14. november 2014
- Manden i den røde bil er dømt skyldig i sex-overgreb - DR 19. november 2014
- Den fynske sex-krænker har fået sin dom - Ekstra Bladet 19. november 2014
- "Manden i den røde bil" spærres inde på ubestemt tid - Jyllands-Posten 19. november 2014
- Sex-krænker risikerer mange år bag tremmer: Ingen nåde til landets farligste - Ekstra Bladet 19. november 2014